# Nekrolog 1383
Nekrolog
◄◄
| ◄
| 1379
| 1380
| 1381
| 1382
| 1383 | 1384 | 1385 | 1386 | 1387 | ► | ►►
Weitere Ereignisse | Allgemeiner Nekrolog 1383
Die Beschreibung der verstorbenen Person sollte so kurz wie möglich gehalten sein und nur deren signifikante Tätigkeit(en) enthalten.
Neue Namen ggf. auch unter dem Geburts- und Sterbedatum, also etwa unter 1. Januar und im Geburts- und Sterbejahr (2024) eintragen (nur bei entsprechender großer Wichtigkeit). Für Beispiele siehe die schon vorhandenen Artikel.
Außerdem über die fünf zuletzt Verstorbenen, zu denen es einen ausreichend guten Artikel für eine Präsentation auf der Hauptseite gibt, nach der todesbedingten Überarbeitung der Artikel ggf. auch unter Wikipedia Diskussion:Hauptseite informieren und sie am besten auch in den anderen Wikipedia-Sprachversionen eintragen. Tipp: Regelmäßig bei news.google.de nach „ist tot“, „gestorben“ oder „verstorben“ suchen.
Wenn eine Person gestorben ist, gibt es viele Seiten zu dieser Person in der Wikipedia, die davon auch betroffen sind und entsprechend aktualisiert werden müssen. Beispiele: Namenübersichtsseite, Geburtsjahr, Geburtsort-Seiten und viele mehr.
Wie finde ich die betroffenen Seiten?
Im Suchfeld auf der linken Seite gibt man den Suchbegriff so ein: „Vorname Nachname“. Dann klickt man auf Volltext und alle Seiten mit entsprechendem Suchtext werden aufgerufen. Hier sieht man dann schnell, wo auch das Todesjahr Sinn macht oder sogar ein Teil des Artikels angepasst werden muss. Auch hilft das „Werkzeug“ auf der linken Seite sehr gut, um solche Seiten aufzufinden: „Links auf diese Seite“. Somit ist die Wikipedia wieder aktuell in allen Bereichen! Hinweis: bei Eintragung der Kategorie „Gestorben JAHR“ wird der Missbrauchsfilter 49 ausgelöst, was jedoch nicht schlimm ist. Siehe: Spezial:Missbrauchsfilter/49
Dies ist eine Liste von im Jahr 1383 verstorbenen bekannten Persönlichkeiten. Die Einträge erfolgen innerhalb der einzelnen Daten alphabetisch sortiert. Tiere sind im Nekrolog für Tiere zu finden.

## Januar
| Tag        | Name                    | Beruf, bekannt als                                        | Alter | Beleg |
| ---------- | ----------------------- | --------------------------------------------------------- | ----- | ----- |
| 14. Januar | Baldemar von Petterweil | deutscher katholischer Priester, Historiker und Topograph |       |       |

## Februar
| Tag         | Name                | Beruf, bekannt als   | Alter | Beleg |
| ----------- | ------------------- | -------------------- | ----- | ----- |
| 16. Februar | Giovanni da Legnano | italienischer Jurist |       |       |

## März
| Tag     | Name        | Beruf, bekannt als           | Alter | Beleg |
| ------- | ----------- | ---------------------------- | ----- | ----- |
| 1. März | Amadeus VI. | Graf von Savoyen (1343–1383) | 49    |       |

## April
| Tag       | Name          | Beruf, bekannt als                | Alter | Beleg |
| --------- | ------------- | --------------------------------- | ----- | ----- |
| 24. April | Heinrich III. | Herzog zu Mecklenburg (1379–1383) |       |       |

## Juni
| Tag      | Name         | Beruf, bekannt als            | Alter | Beleg |
| -------- | ------------ | ----------------------------- | ----- | ----- |
| 15. Juni | Johannes VI. | Kaiser von Byzanz (1347–1354) |       |       |

## Juli
| Tag      | Name               | Beruf, bekannt als                                            | Alter | Beleg |
| -------- | ------------------ | ------------------------------------------------------------- | ----- | ----- |
| 7. Juli  | Jacques des Baux   | Fürst von Tarent, Achaia und Titularkaiser von Konstantinopel |       |       |
| 17. Juli | Wilhelm I.         | Herr von Braunsberg und Isenburg, Graf von Wied               |       |       |
| 22. Juli | Kunigunde von Sayn | deutsche Adelige, Gräfin zu Westerberg                        |       |       |
| 27. Juli | Anna von Nürnberg  | deutsche Burggräfin und Äbtissin                              |       |       |

## August
| Tag       | Name                          | Beruf, bekannt als                     | Alter | Beleg |
| --------- | ----------------------------- | -------------------------------------- | ----- | ----- |
| 3. August | Wittekind II. von Schalksberg | deutscher römisch-katholischer Bischof |       |       |

## September
| Tag           | Name                    | Beruf, bekannt als             | Alter | Beleg |
| ------------- | ----------------------- | ------------------------------ | ----- | ----- |
| 12. September | Mechthild von dem Berge | Äbtissin im Stift Freckenhorst |       |       |

## Oktober
| Tag         | Name                              | Beruf, bekannt als         | Alter | Beleg |
| ----------- | --------------------------------- | -------------------------- | ----- | ----- |
| 1. Oktober  | Johannes von Sieberg              | Weihbischof in Köln        |       |       |
| 18. Oktober | Raban Truchseß von Wilburgstetten | Fürstbischof von Eichstätt |       |       |
| 22. Oktober | Ferdinand I.                      | neunte König von Portugal  | 37    |       |

## November
| Tag          | Name                      | Beruf, bekannt als            | Alter | Beleg |
| ------------ | ------------------------- | ----------------------------- | ----- | ----- |
| 5. November  | Theoderich von Abensberg  | Bischof von Regensburg        |       |       |
| 8. November  | Heinrich von Stöffeln     | Abt der Reichenau (1379–1383) |       |       |
| 22. November | Heinrich III. von Brandis | Bischof von Konstanz          |       |       |

## Dezember
| Tag          | Name                       | Beruf, bekannt als                                        | Alter | Beleg |
| ------------ | -------------------------- | --------------------------------------------------------- | ----- | ----- |
| 8. Dezember  | Wenzel I.                  | Sohn des Johann von Luxemburg und der Beatrix von Bourbon | 46    |       |
| 23. Dezember | Beatrice de Bourbon        | Königin von Böhmen, zweite Frau Johanns von Luxemburg     |       |       |
| 24. Dezember | Hugh Dacre, 4. Baron Dacre | englischer Adeliger und Politiker                         |       |       |

## Datum unbekannt
| Tag | Name                          | Beruf, bekannt als                                                                                | Alter | Beleg |
| --- | ----------------------------- | ------------------------------------------------------------------------------------------------- | ----- | ----- |
|     | Gabriele Adorno               | vierter Doge der Republik von Genua                                                               |       |       |
|     | Albrecht I.                   | Herzog des Fürstentums Grubenhagen                                                                |       |       |
|     | Gebhard XIV. von Querfurt     | Burgherr von Querfurt                                                                             |       |       |
|     | Gerhard III.                  | Graf von Hoya                                                                                     |       |       |
|     | Konrad IV. von Hanau          | Fürstabt von Fulda                                                                                |       |       |
|     | Peter Mauley, 4. Baron Mauley | englischer Adliger                                                                                |       |       |
|     | Karmapa Rölpe Dorje           | tibetischer Geistlicher, vierter Lama in der Inkarnationsreihe der Karmapas                       |       |       |
|     | Rudolf IV.                    | Graf von Habsburg-Laufenburg, Landgraf im Sisgau und Klettgau, Landvogt in Schwaben und Oberelsaß |       |       |
|     | Simon de Hesdin               | mittelalterlicher Ordensmann und Übersetzer                                                       |       |       |
|     | Tilo von Kulm                 | Verfasser des mittelhochdeutschen Gedichts Von siben Ingesigeln                                   |       |       |